# Magnolials
Les magnolials (Magnoliales) són un ordre de plantes angiospermes. L'actual sistema APG IV de classificació de les angiospermes situa aquest ordre dins del clade de les magnòlides, un subclade de les mesangisopermes, i s'hi inclouen sis famílies amb unes 3.000 espècies agrupades en uns 130 gèneres.

## Descripció
Són plantes llenyoses, arbusts, lianes i arbres, amb el floema secundari estratificat i la medul·la septada. Les fulles acostumen a disposar-se de manera dística, en dues fileres. Al gineceu hi ha obturadors que s'encarreguen de guiar el tub pol·línic fins l'òvul. Les llavors tenen lobulacions o protuberàncies a l'endosperma a causa de la penetració de la coberta o del nucli.

## Taxonomia
Aquest ordre va ser publicat per primer cop l'any 1820, amb el nom de Magnoliae i atribuït a Antoine-Laurent de Jussieu (1748-1836), al primer volum de l'obra O Přirozenosti Rostlin, aneb Rostlinář, obsahugjcj: gednánj o žiwobytj rostlinném pro sebe a z ohledu giných žiwotů podlé stawu nyněgssjho znánj; k rozssjženj přirodnictwj; w potaženj na užitečnost w rolnictwj, hospodářstwj, řemeslech, uměnj i obchodu a w wztahowánj obzwlásstnjm na lekařstwj pels botànics Friedrich von Berchtold (1781 – 1876) i Jan Svatopluk Presl (1791 – 1849).

### Famílies
A la classificació del vigent sistema APG IV (2016), dins de l'ordre de les magnolials hi ha les sis famílies següents:
- Myristicaceae R.Br.
- Magnoliaceae Juss.
- Degeneriaceae I.W.Bailey & A.C.Sm.
- Himantandraceae Diels
- Eupomatiaceae Orb.
- Annonaceae Juss.

## Història taxonòmica

### Classificació APG
A la classificació filogenètica APG I (1998), l'ordre de les magnolials comprenia les mateixes sis famílies que avui dia:
- Myristicaceae
- Magnoliaceae
- Degeneriaceae
- Himantandraceae
- Eupomatiaceae
- Annonaceae

A la segona versió, APG II (2003) l'únic canvi fou la seva inclusió dins el clade de les magnòlides. A la tercera versió, APG III (2009), no hi va haver canvis respecte a l'anterior.A la quarta versió, APG IV (2016), tampoc no hi va haver canvis pel que fa a les famílies que formen part de les magnolials.

### Altres sistemes
El Sistema Cronquist, de 1981, posava les magnolials dins la subclasse Magnoliidae de la classe Magnoliopsida amb 10 famílies.. Era el primer ordre del seu sistema atès que considerava que eren les angiospermes més antigues. Això són els actuals ordres de les magnolials i de les canellals amb l'afegit d'una part de les angiospermes basals, la família Austrobaileyaceae i l'antiga família Lactoridaceae, avui part de les aristoloquiàcies dins les piperals.
- Winteraceae
- Degeneriaceae
- Himantandraceae
- Eupomatiaceae
- Austrobaileyaceae
- Magnoliaceae
- Lactoridaceae
- Annonaceae
- Myristacaceae
- Canellaceae

El Sistema Thorne de 1992 posava aquest ordre dins del superordre Magnolianae (Annonane), de la subclasse Dicotyledoneae (Magnoliidae), dins la classe Angiopspermae (Magnoliopsida), amb una circumscripció de 23 famílies, molt més àmplia fins i tot que l'actual clade de les magnòlides atès que que hi inclou una part de les angiospermes basals.
- Winteraceae
- Illiciaceae
- Schisandraceae
- Magnoliaceae
- Degeneriaceae
- Himantandraceae
- Eupomatiaceae
- Annonaceae
- Aristolochiaceae
- Myristicaceae
- Canellaceae
- Austrobaileyaceae
- Amborellaceae
- Trimeniaceae
- Chloranthaceae
- Monimiaceae
- Gomortegaceae
- Calycanthaceae
- Lauraceae
- Hernandiaceae
- Lactoridaceae
- Saururaceae
- Piperaceae

## Usos
Entre les magnolials s'hi troben espècies que tenen diferents aprofitaments. Entre les annonàcies se'n poden citar com a font de fusta Oxandra lanceolata, Enantia chlorantha Cleistopholis patens o Guatteria boyacana, entre les productores de fruits hi ha el xirimoier (Annona cherimola), el guanabaner (Annona muricata), l'anoner cor de bou ('Annona reticulata) o l'anoner pinya ('Annona squamosa), mentre que l'ilang-ilang (Cananga odorata) proporciona compostos químics per a la fabricació de perfums. Entre les miristicàcies cal destacar l'arbre de la nou moscada (Myristica fragrans), que proporciona dues espècies, la llavor és la nou moscada i l'aril el macís. Algunes espècies de les magnoliàcies, com ara la magnòlia (Magnolia grandiflora), el tuliper (Liriodendron tulipifera) o l'híbrid Magnolia × soulangeana tenen usos ornamentals.